# Вольрад Вальдек-Пірмонтський
Принц Віктор Вольрад Фрідріх Адольф Вільгельм Альберт Вальдек-Пірмонтський (нім. Victor Wolrad Friedrich Adolf Wilhelm Albert Prinz zu Waldeck und Pyrmont; 26 червня 1892, Бад-Арользен, Німецька імперія — 17 жовтня 1914, Морследе, Бельгія) — німецький офіцер, лейтенант Імперської армії.

## Біографія
Єдиний син князя Георга Віктора Вальдек-Пірмонтського і його дружини Луїзи, уродженої принцеси Шлезвіг-Гольштейн-Зондербург-Глюксбурзької, мав шістьох єдинокровних сестер і єдинокровного брата від першого шлюбу батька. Батьки Вольрада були нащадками британського короля Георга II. Князь Георг Віктор помер через рік після народження сина, тому вихованням Вольрада займались мати і старший брат князь Фрідріх. В 1910 році супроводжував брата на похороні короля Едуарда VII.
Принц навчався в Нью-Коледжі, Гренобльскому і Гайдельберзькому університетах, проте більше цікавився військовою справою, тому залишив навчання і вступив в армію. Служив в гессенському драгунському полку і в штабі 83-го піхотного полку. Під час Першої світової брав участь в боях у Вогезах і на Марні. Загинув у бою.